# Antoine Toulmonde
Antoine Toulmonde (20 januari 1902, Ochamps - 26 mei 1993, Virton) was een organist, pianist, componist en muziekpedagoog.
Hij studeerde aan het Lemmensinstituut en was docent piano aan het Sint-Jozefscollege van Virton. Toulmonde schreef voornamelijk religieuze muziek die onder andere door het muziekwetenschappelijk tijdschrift Musica Sacra (Mechelen) en uitgeverij Bayard-Nizet gepubliceerd werd.

## Composities

### Orgelmuziek
- In Ireland, four impressions for the organ
  - Choral
  - Regret
  - Lament
  - Lullaby. Fead an Iolair
- Adveniat Regnum Tuum
- Improvisation pour la Messe du 4ème Dimanche de Carême
- Entrée solenelle (orgel en trompet)

### Vocale muziek
- Requiem (voor twee gelijke stemmen en orgel)